# Paul Moer
Paul Moerschbacher, artiestennaam Paul Moer (Meadville (Pennsylvania), 22 juli 1916 – 9 juni 2010) was een Amerikaanse jazzpianist.
Moer studeerde in 1951 af aan de University of Miami. Hij speelde daarna veel met musici uit de West Coast-jazz, zoals Benny Carter, Vido Musso, Zoot Sims, Stan Getz, Bill Holman en Shorty Rogers. Moer werkte veel als studiomuzikant in Los Angeles, als pianist en arrangeur. Eind jaren 50, begin jaren 60 had hij een eigen trio met Jimmy Bond en Frank Butler. In 1960 toerde hij in Australië met Benny Carter. Hij heeft opgenomen met Charles Mingus, Jack Montrose, John Graas, Paul Horn (1960–63), Ruth Price en Buddy DeFranco.
Na de jaren zestig heeft Moer weinig gespeeld. In 1991 maakte hij een comeback met een plaat met nummers van Elmo Hope.

## Discografie
Als leider
- 1959 The Contemporary Jazz Classics of the Paul Moer Trio
- 1961 Live at the Pour House
- 1991 Plays the Music of Elmo Hope
- 2005 Get Swinging

Als 'sideman'
Met Jack Montrose
- 1954 Arranged by Montrose (Pacific Jazz)
- 1955 Jack Montrose Sextet  (Pacific Jazz)
- 1956 Arranged/Played/Composed by Jack Montrose (Atlantic Records)

Met John Graas
- 1958 International Premiere in Jazz
- 1958 Jazzmantics
- 2004 Westlake Bounce
- 2005 Jazz-Lab 1&2

Met Paul Horn
- 1960 Something Blue
- 1961 The Sound of Paul Horn (Columbia Records)
- 1962 Profile of a Jazz Musician (Columbia)

Met Jimmy Witherspoon
- 1959 Singin' the Blues
- 1997 Tougher Than Tough

Met Dave Pell
- 1958 A Pell of a Time
- 2004 Say It With Music

Met Jack Sheldon
- 1959 Jack's Groove
- 2005 Complete College Goes to Jazz

Met anderen
- 1961 Yazz Per Favore, Emil Richards
- 1995 The Complete Capitol Recordings, Paul Whiteman
- 2000 Many a Wonderful Moment, Rosemary Clooney
- 2004 Live at Peacock Lane, Maynard Ferguson
- 2005 Complete Recordings, Bob Gordon
- 2006 Chet Baker & Art Pepper: Complete Recordings
- 2006 Complete Recordings, Billy Usselton[1]

- Bibliothèque nationale de France: cb14000676m (data)
- Gemeinsame Normdatei: 134730992
- International Standard Name Identifier: 0000 0000 4243 8546
- Library of Congress Control Number: n96028516
- MusicBrainz: d4dabdb8-e08b-42b0-a73c-1fd099c68877
- Istituto Centrale per il Catalogo Unico: UM1V043623
- Virtual International Authority File: 1731995
- WorldCat: E39PBJkxGx8ykbydHFfP7FVt8C